# 노토리어스 (영화)
노토리어스(Notorious)는 미국에서 제작된 조지 틸만 주니어 감독의 2009년 드라마 영화이다. 자말 우라드 등이 주연으로 출연하였고 로버트 테이텔 등이 제작에 참여하였다.

## 출연

### 주연
- 자말 우라드
- 안젤라 바셋
- 데릭 루크
- 안소니 마키
- 나투리 노튼
- 데니스 L.A. 화이트

### 조연
- 마크 존 제퍼리스
- 크리스토퍼 조던 윌리스
- 사이루스 파머
- 데이빗 코스터빌
- 언자누 엘리스
- 케빈 필립스
- 존 벤티미그리아
- 미야 그라나텔라
- 찰스 맬릭 휘트필드
- 존 힐즈
- 히샴 토피크
- 존 시로스
- 이스킨 보닐라
- 코레이 브라운
- 니나 다니엘스
- 그랜트 헤이스
- 조나단 가브리엘 찰스
- 숀 링골드

## 제작진
- 공동제작: 조지 패스웰
- 미술: 제인 머스키
- 세트: 알렉산드라 마주어
- 배역: 크리스 그레이
- 배역: 파멜라 프레이지어
- 배역: 트윙키 버드